# Elephant White
Elephant White is Amerikaanse actiefilm uit 2011 van de Thaise regisseur Prachya Pinkaew en met Djimon Hounsou in de hoofdrol. De film werd geheel opgenomen in Bangkok, waar hij zich ook afspeelt. Elephant White werd in mei 2011 in de VS op dvd uitgebracht.

## Verhaal
De Amerikaanse huurmoordenaar Curtie Church wordt ingehuurd door Rajahdon om de zes mannen om te brengen die hij verantwoordelijk acht voor de ontvoering en prostitutie van zijn dochter. Vervolgens krijgt hij ook de opdracht om de leider van betrokken misdaadbende om te brengen. Hij huurt een sluipschuttersgeweer van een Engelse wapenhandelaar en vat post op een oude toren tegenover de stripclub van de bende. Hij werd echter gevolgd door een jong hoertje dat getuige was van zijn eerdere aanslag. Hij bindt haar vast en neemt de bende onder vuur. Hun leider is er echter niet bij en ze kunnen ontsnappen. Vervolgens dwingt hij Mae, zoals zijn gevangene heet, hem te helpen met het opsporen van de bende.
Rajahdon blijkt de zoon van de bendeleider te zijn. De aanslag en de bendeoorlog die erop volgde zijn slechts een list om baas te worden van de bende. Church trekt ten slotte naar het huis van de bendeleider en schiet Rajahdon neer. Op de muur treft hij een foto van Mae aan en de bendeleider vertelt hem dat zij het eerste meisje was dat hij ooit kocht, dertig jaar geleden. Ze komen tot een overeenkomst over de andere meisjes, maar Church moet vertrekken. Jimmy, de Engelse wapenhandelaar die ook aanwezig is, belooft dat hij de meisjes zal helpen.

## Rolverdeling
- Djimon Hounsou als Curtie Church, de huurmoordenaar.
- Kevin Bacon als Jimmy, de Engelse wapenhandelaar.
- Jirantanin Pitakporntrakul als Mae, de jonge drugsverslaafde prostituee.
- Weeraprawat Wongpuapan als Katha, de leider van de bende vrouwenhandelaars.
- Apichart Chusakul als Bhun, de "adviseur" en Kathas' rechterhand.
- Sahajak Boonthanakit als Rajahdon, Kathas' zoon.